# Người Arcturus

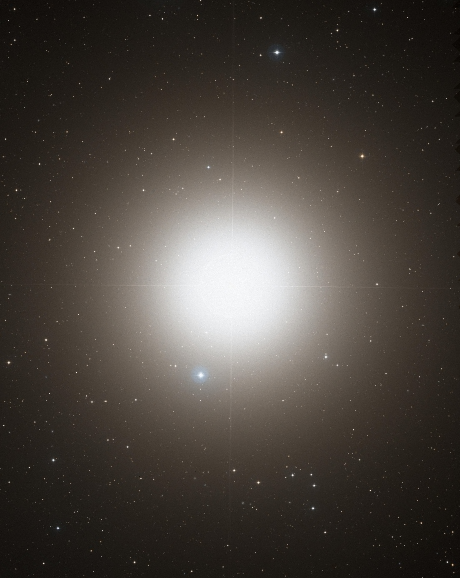
Ngôi sao Arcturus, quê nhà của nền văn minh này.

Người Arcturus (tiếng Anh: Arcturians) theo niềm tin của một số phong trào New Age là nền văn minh ngoài hành tinh rất tiên tiến đến từ hệ sao Arcturus muốn chia sẻ kiến thức và trí tuệ của họ với các công dân trên Trái Đất. Họ thường được mô tả là những thực thể vũ trụ cao cấp cư ngụ ở chiều không gian khác. Người Arcturus được cho là những thực thể tràn đầy tình yêu thương và thân thiện, sẵn sàng tiếp xúc và làm việc với bất kỳ linh hồn nào muốn cùng họ du hành đến một cấp độ ý thức cao hơn.
Hiện tại, họ đảm nhận sứ mệnh bảo vệ Trái Đất, giúp chữa lành hành tinh và nâng cao năng lượng rung động của nó. Sự chuyển hóa về cảm xúc, tinh thần, thể chất và tâm linh là một trong những mục tiêu chính của họ. Người Arcturus thường xuyên tái sinh trên Trái Đất và tham gia vào quá trình tiến hóa của hành tinh này.
Ngoài cộng đồng người Arcturus, còn có những cộng đồng tương tự trên chòm sao Sirius, Andromeda, Orion, Pleiades, Lyra và Antares.